# Pelé (Fußballspieler, 1991)
Pelé, mit vollem Namen Judilson Mamadu Tuncará Gomes (* 29. September 1991 in Agualva-Cacém) ist ein guinea-bissauisch-portugiesischer Fußballspieler, der aktuell bei der AS Monaco in der Ligue 1 unter Vertrag steht.

## Karriere

### Verein

#### Anfänge bei Belenenses
Pelé entstammt der Jugend von Belenenses SAD, der er von 2006 vis 2009 angehörte. Im Januar 2009 erhielt er dort seinen ersten Profivertrag in der Primeira Liga. Sein Profidebüt gab er am 11. Januar 2009 (14. Spieltag), als er bei einem 1:0-Auswärtssieg über den Rio Ave FC direkt über die vollen 90 Minuten spielte. Bis zum Saisonende der Spielzeit 2008/09 spielte er lediglich drei Spiele in der Liga für Belenenses. In seiner ersten vollständigen Profisaison wurde er schon deutlich häufiger eingesetzt und kam wettbewerbsübergreifend zu 15 Spielen. Nach dem Abstieg in die Segunda Liga beendete er die Saison 2010/11 mit insgesamt 20 Einsätzen in Liga, Pokal und Ligapokal.

#### Zeit beim AC Mailand und Leihen
Im August 2011 wechselte er für 300 Tausend Euro in die Serie A zum AC Mailand. Dort kam er in der Saison 2011/12 jedoch nur bei der U19 zum Einsatz. Für die gesamte Saison 2012/13 wurde er in die Ukraine an Arsenal Kiew verliehen. Sein Debüt in der Premjer-Liha gab er am 17. Spieltag der Saison, als er bei einer 0:4-Niederlage gegen Dynamo Kiew über die volle Spielzeit auf dem Platz stand. Jedoch war er auch in der ukrainischen Hauptstadt nicht Stammspieler und so kehrte er ein Jahr später wieder nach Mailand zurück. Für die Folgespielzeit 2013/14 wurde er schließlich zurück nach Portugal an den SC Olhanense verliehen. Im neuen Trikot lief er direkt am ersten Spieltag gegen Vitória Guimarães das erste Mal auf. Bei Olhanense sammelte Pelé ein wenig Spielpraxis und kam in insgesamt 16 Partien zum Einsatz. Nach seiner Rückkehr wurde er für 2014/15 wieder nach Portugal verliehen, dieses Mal an seinen früheren Jugendverein Belenenses SAD. Hier konnte er am 17. Spieltag der Saison bei einem 2:0-Sieg über den Gil Vicente FC sein erstes Tor auf Profiebene schießen. Mit sechs Toren in 30 Ligaspielen verhalf er seiner Leihmannschaft auf den sechsten Platz und mit einem Tor in vier Pokalspielen konnte er seine Mannschaft bis ins Viertelfinale führen.

#### Wechsel zu Benfica Lissabon und weitere Leihen
Nachdem seine Vertrag bei Milan ohne auch nur ein einziges Spiel bestritten zu haben, auslief, wurde er ablösefrei von Benfica Lissabon verpflichtet. Aber auch hier wurde er für die Spielzeit 2015/16 innerhalb seines Geburtslandes verliehen, diese Saison an den FC Paços de Ferreira. Bei einem 1:0-Sieg über Academica Coimbra spielte er über 90 Minuten und zugleich das erste Mal für Ferreira. Direkt im Spiel darauf schoss er bei einem 1:1-Unentschieden bei Sporting Lissabon das einzige Tor seines Vereins und zugleich sein erstes für seinen zeitweisen Arbeitgeber. Während seiner insgesamt vierten Leihe war Pelé absolut gesetzt im Mittelfeld und schoss insgesamt vier Tore in 32 Partien. Nach der Saison kehrte er zunächst zum portugiesischen Rekordmeister zurück, bekam jedoch überhaupt keine Spielzeit. So wurde er in der Winterpause an den CD Feirense verliehen. Sein erster und einziger Einsatz, aufgrund eines Fußbruches, für den Verein war am vorletzten Spieltag nach später Einwechslung bei einem 2:1-Sieg über Sporting Lissabon.

#### Eine Saison bei Rio Ave
Im Sommer 2017 wechselte er fest zum Rio Ave FC, wo er einen Fünf-Jahres-Vertrag unterschrieb. Auch hier spielte er direkt am ersten Spieltag sein Debüt. Hierbei gewann sein neuer Verein mit 1:0 gegen seinen mehrfachen Exklub Belenenses SAD. Anfang Dezember 2017 schoss er gegen den CD Tondela seinen ersten Treffer im Dress von Rio Ave und konnte so zum 3:1-Auswärtssieg beitragen. Die Saison wurde auf Platz fünf der Liga beendet. Pelé kam dabei zu sieben Toren, unter anderem einem Doppelpack, in 31 Ligaspielen, die er bestritt. In den beiden Pokalwettbewerben spielte er insgesamt siebenmal und scheiterte in der Taça de Portugal erst im Elfmeterschießen im Viertelfinale an Desportivo Aves.

#### Spieler der AS Monaco und erneut viele Leihen
Nach nur einem von seinen fünf Jahren des Vertrages verließ er Portugal wieder und wechselte für zehn Millionen Euro in die Ligue 1 zur AS Monaco. Dabei gingen fünf Millionen Euro an Rio Ave und die anderen fünf Millionen Euro an Benfica Lissabon. Bei einer 0:2-Niederlage am achten Spieltag der Saison 2018/19 gegen die AS Saint-Étienne, stand er in der Startelf und spielte überhaupt das erste Mal für die Monegassen. Bis Ende 2019 kam er in der höchsten französischen Spielklasse zu acht Einsätzen. Noch in der Winterpause wurde er in die englische Championship an Nottingham Forest verliehen. Sein Debüt absolvierte er am 9. März 2019 (36. Spieltag) bei einem 3:0-Sieg über Hull City, wobei er 90 Minuten durchspielte. Bis zum Saisonende in England spielte er noch acht weitere Ligaspiele. Nach seiner Rückkehr wurde er für die neue Spielzeit 2019/20 erneut in die Championship verliehen, diesmal an den FC Reading. Durch sein Ankommen erst nach Saisonbeginn, debütierte er erst am zweiten Spieltag bei einer Niederlage gegen Hull City in der Startelf. Am 37. Spieltag konnte er gegen Birmingham City durch den finalen Treffer und seinen ersten in England einen 3:1-Sieg festmachen. Bei Reading war er absolut gesetzt im defensiven Mittelfeld und lief in 31 Ligaspielen auf und dabei 26 Mal in der Startelf stehend. Nach seiner zweiten Leihe in England kehrte Pelé nach Monaco zurück, blieb aber nicht lange, denn für die Saison 2020/21 spielte er auf Leihbasis bei seinem Exverein Rio Ave FC. Auch hier war er erneut Stammkraft in der Zentrale und traf in 25 Ligaeinsätzen zweimal. Nachdem er zum dritten Mal zur Association Sportive de Monaco zurückgekehrt war, wurde er zunächst nicht mehr verliehen, aber kam auch zu keinem Einsatz 2021/22 mehr. Im August 2022 folgte eine weitere einjährige Leihe – dieses Mal zum FC Famalicão.

### Nationalmannschaft
Pelé begann in den Juniorennationalmannschaft Portugals zu spielen. Mit der U20-Mannschaft kam er bei der U20-Weltmeisterschaft 2011 bis ins Finale und wurde in allen Spielen eingesetzt. Im Jahr 2011 kam er dann auch noch zu drei Einsätzen beim U21-Team.
Im Juni 2017 entschloss sich Pelé jedoch einer Nominierung Guinea-Bissaus nachzugehen und folglich für dessen A-Nationalmannschaft aufzulaufen. Sein Debüt gab er am 10. Juni 2017, als er in einem Qualifikationsspiel zum Afrika-Cup 2019 über die vollen 90 Minuten bei einem 1:0-Sieg über Namibia spielte. Bei dem finalen Turnier spielte er alle drei Gruppenspiele, ehe er mit seinem Land aus dem Wettbewerb ausschied. Bei einem 3:1-Sieg über Eswatini in der Qualifikation zum Turnier 2022 schoss er sein erstes Tor im Nationaldress. Auch beim finalen Turnier wurde er mitgenommen, saß jedoch bei allen Spielen bis zum erneuten Ausscheiden nach der Gruppenphase nur auf der Bank.

## Sonstiges
Am 6. September 2011 wurde er zum Ritter des Orden des Infanten Dom Henrique geschlagen.

## Erfolge und Orden
Portugal U20
- U20-Vize-Weltmeister: 2011

Orden
- Ritter (Cavaleiro) des Orden des Infanten Dom Henrique